# سازمان فدائیان (اقلیت)
سازمان فدائیان (اقلیت) یک سازمان کمونیست است که در ۱۹ بهمن ۱۳۴۹ تحت نام سازمان چریک‌های فدایی خلق ایران پدید آمد. این سازمان در سال ۱۳۵۹ به دو شاخهٔ اکثریت و اقلیت انشعاب یافت. در سال ۱۳۷۵ واژه‌های چریک‌ها و خلق ایران از نام سازمان حذف شد و به‌طور رسمی این سازمان کمونیستی تحت نام سازمان فدائیان - اقلیت فعالیت می‌کند. ارگان این سازمان کار نام دارد که هر هفته یک بار منتشر می‌شود.
این سازمان در مخالفت بااکثریت کمیتهٔ مرکزی سازمان در سال ۵۹ در سیاست‌های آنها در سازش با حکومت شکل گرفت. اقلیت بر خلاف اکثریت، حکومت را نظامی دارای ماهیت ضدامپریالیستی و ضدآمریکایی نمی‌دانستند و به دنبال جایگزینی آن با حکومت شوراهای کارگران و زحمتکشان بودند.

## اهداف
متن زیر بیانیه رسمی سازمان است که در وبسایت خود آورده است:
سازمان فدائیان (اقلیت) یک سازمان کمونیست است که برای سرنگونی نظام سرمایه‌داری و برقراری یک جامعه کمونیستی مبارزه می‌کند.
سازمان فدائیان (اقلیت) برای ایجاد جامعه‌ای بدون طبقات مبارزه می‌کند که در آن هر گونه استثمار، ستم، تبعیض، نابرابری اجتماعی و اختناق برافتاده باشد، تمام اعضا آزاد و برابر جامعه در رفاه و خوشبختی زندگی کنند و استعدادهای خود را شکوفا سازند.
هدف فوری سازمان فدائیان (اقلیت) مخالفت با جمهوری اسلامی و فعالیت جهت شورائی کارگران و زحمتکشان است.
حکومت شورائی که مظهر پیگیرترین و کامل‌ترین شکل دمکراسی است، وسیع‌ترین و کامل‌ترین آزادی‌های سیاسی را برقرار خواهد ساخت و با تحقق مطالبات دمکراتیک و رفاهی - اجتماعی عمومی، دگرگونی‌های سوسیالیستی را آغاز خواهد نمود.
— سایت سازمان فدائیان خلق (اقلیت) بخش «دربارهٔ سازمان»

## برنامه سازمان
سازمان فدائیان (اقلیت) که مدافع طبقه کارگر به‌طور اخص و از موضع طبقه کارگر مدافع منافع عموم توده‌های زحمتکش ایران است، اهداف و مقاصد خود را آشکارا به صورت یک برنامه اعلام می‌دارد. جزئیات این برنامه در سایت سازمان بخش برنامه سازمان فدائیان (اقلیت) آمده است.

## برنامه عمل سازمان
سازمان فدائیان (اقلیت) خواهان آن است که حکومت شورایی بی درنگ اقدامات زیر را به عنوان اقداماتی عاجل و فوری به مرحلهٔ اجرا درآورد.
1. تأمین و تضمین آزادی‌های سیاسی و حقوق دموکراتیک و مدنی مردم
2. اقدامات فوری اجتماعی و رفاهی عمومی
3. اجرای مطالبات مشخص و فوری کارگران
4. انجام اقدامات فوری به نفع دهقانان زحمتکش و افزایش سطح رفاه مردم روستاها
5. اقدامات عاجل برای دموکراتیزه کردن اقتصاد کشور به نفع کارگران و زحمتکشان و تسهیل شرایط برای گذار به سوسیالیسم
6. سیاست خارجی حکومت شورایی

برای اطلاع از جزئیات این برنامه به سایت سازمان بخش «برنامه عمل» مراجعه فرمائید.

## تاریخچه
سازمان چریک‌های فدایی خلق ایران ایران از سال ۱۳۴۹ با قیام سیاهکل علیه رژیم شاهنشاهی ایران مبارزات مسلحانه خود را آغاز کردند. می‌توان گفت این سازمان در جریان انقلاب ۱۳۵۷ و مدت‌ها بعد از یک جریان سیاسی چپ ایران بود که از نیرو های توده‌ای برخوردار بود. بعد از انقلاب اختلاف نظر بر سر «ماهیت و پایگاه طبقاتی» سبب تجزیه و انشعاب در سازمان چریک‌های فدایی خلق ایران شد که به دو جناح اقلیت و اکثریت تقسیم شد.

### دوران شکل‌گیری سازمان چریک‌های فدایی خلق ایران
از میان محافل و گروه‌هایی که در نیمه دوم دهه چهل در ایران شکل گرفتند، دو گروه پایه‌گذار سازمان چریک‌های فدایی خلق ایران شدند. این دو گروه بعدها به گروه احمدزاده پویان و مفتاحی و گروه جنگل یا گروه جزنی-ظریفی معروف شدند.
گروه اول در نیمه دوم دهه چهل از ادغام چند محفل کمونیستی تهران، مشهد، تبریز و مازندران تشکیل شد. آنچه پس از یک دوره مباحثات تئوریک در دستور کار این گروه قرار گرفت، اقدام به یک مبارزهٔ جدی از طریق تلفیق مبارزهٔ سیاسی و نظامی به ویژه با تکیه بر تجربیات انقلاب کوبا و مبارزات چریک‌های شهری در آمریکای لاتین بود. گروه جزنی- ظریفی در سال ۱۳۴۵ با هدف ایجاد جنبش مسلحانه در ایران تشکیل شده بود. گروه جنگل از بقایای گروه جزنی - ظریفی که در زمستان ۴۴ ضربه خورد و رهبران اصلی آن دستگیر شدند، در پاییز سال ۴۷ به رهبری حمید اشرف، اسکند صادقی نژاد و غفور حسن پور اصیل شکل گرفت. با بازگشت صفایی فراهانی و صفاری آشتیانی از فلسطین، در تاریخ ۱۵ شهریور ۱۳۴۹، دسته ۴ نفری پیشگامان کوهستان از دره‌ای به نام مکار در نزدیکی چالوس حرکت خود را به سمت غرب برای تدارک مبارزه مسلحانه آغاز کرد. اما هنوز این تدارک به‌طور کامل فرجام نگرفته بود که به علت برخی دستگیری‌ها و احتمال دستیابی رژیم به پاره‌ای اطلاعات، عملیات زودتر آغاز گردید و در ۱۹ بهمن ۱۳۴۹ حمله به پاسگاه ژاندارمری سیاهکل انجام گرفت.
گفتگوی دو گروه برای اتحاد نیز شروع شد. در اوایل زمستان ۱۳۴۹ دو گروه بر سر این موضوع که کار را از هم‌اکنون باید در کوه سازمان داد، توافق کردند. اما هنوز بر سر برخی از مباحث، از جمله تقدم آغاز مبارزه در شهر یا کوه و روستا، اختلاف نظر وجود داشت. تماس‌های دو گروه در فاصلهٔ هفدهم تا بیست و دوم فروردین سال ۱۳۵۰ به وحدت و ادغام آن‌ها و اعلام موجودیت چریک‌های فدایی خلق انجامید.
در شامگاه ۱۹ بهمن، به پاسگاه سیاهکل حمله شد. این درگیری تا ۸ اسفند ادامه پیدا کرد. مهدی اسحاقی و محمد رحیم سماعی- در حین نبرد جان باختند و بقیهٔ گروه دستگیر و روز ۲۹ اسفند سال ۱۳۴۹ اعدام شدند. اسامی ۱۵ رفیقی که در نبرد سیاهکل جان باختند، عبارتند از: علی اکبر صفایی فراهانی، احمد فرهودی، جلیل انفرادی، غفور حسن پور اصیل، عباس دانش بهزادی، محمد هادی فاضلی، هوشنگ نیری، اسماعیل معینی عراقی، شعاع الدین مشیِّدی، ناصر سیف دلیل صفایی، هادی بنده خدا لنگرودی، مهدی اسحاقی، محمد رحیم سماعی، محمدعلی محدث قندچی و اسکندر رحیمی نام داشتند.

### از سیاهکل تا قیام بهمن ماه ۱۳۵۷
به رغم شکست عملیات نظامی، سیاهکل از نظر سیاسی یک پیروزی برای چریک‌ها بود. بازتاب و حمایت وسیعی در جامعه یافت. به ویژه که در ادامهٔ آن، مبارزهٔ مسلحانه در شهر ادامه پیدا کرد. در سال ۱۳۵۰ تعداد زیادی از رهبران و کادرهای برجسته سازمان دستگیر و به جوخهٔ اعدام سپرده شدند. عملیات نظامی که دیگر اساساً در شهرها متمرکز شده بود، گسترش یافت.
در مجموع در دورانی که از سیاهکل آغاز و به سقوط رژیم شاه می‌انجامد، حداقل ۴۰۰ تن از فدائیان یا توسط رژیم شاه تیرباران شدند، یا در نبردهای مسلحانه جان باختند. چندهزار تن از اعضاء و هواداران سازمان دستگیر و به زندان محکوم شدند. با این وجود ادامه کاری سازمان در مبارزه تضمین گردید.
ضربات سال ۱۳۵۴ که با بیژن جزنی و همراهانش در ۳۰ فروردین ۵۴ در زندان شروع شد و تا تیرماه سال ۱۳۵۵ ادامه یافت، ضربات جبران‌ناپذیری بر سازمان وارد کرد.
در ۸ تیرماه ۱۳۵۵، رژیم با گسیل یک نیروی نظامی وسیع و استفاده از هلی کوپتر به خانه‌ای که اعضای شورای عالی سازمان چریک‌های فدائی خلق در آن اجلاس داشتند، یورش برد. درگیری مسلحانه ساعت‌ها ادامه یافت. تعدادی از عوامل رژیم به قتل رسیدند. در جریان این نبرد، تمامی اعضای رهبری سازمان جان باختند. رفیق حمید اشرف که تا آن موقع بارها حلقه محاصره ساواک را شکسته بود و بارها پس از ضربات، با سازمان‌دهی مجدد، به ادامه کاری و فعالیت سازمان یاری فراوان رسانده بود، در این ضربه جان باخت.
از سال ۱۳۵۴، نظرات رفیق بیژن جزنی نقش برجسته‌تری در سازمان چریک‌های فدائی خلق یافت. در نشریهٔ نبرد خلق شماره ۴ که در اردیبهشت ۱۳۵۵ انتشار یافت با صراحت بیشتری بر این نظرات تأکید کرد. فعالیت‌های توده‌ای و رفتن کادرها به درون کارخانه‌ها، گام مهمی در تلاش برای تحقق اهداف طبقاتی سازمان بود. این مرحلهٔ گذار از فعالیت‌های چریکی به کار توده‌ای در میان کارگران بود که البته از جمع‌بندی تثبیت قطعی سازمان در سال ۱۳۵۳ به تأخیر افتاده بود.

### نقد سازمان فدائیان اقلیت بر گذشتهٔ سازمان
نقد مواضع گذشته سازمان در کتاب «دیکتاتوری و تبلیغ مسلحانه» و سپس در تعدادی از مقالات در نشریهٔ کار انتشار یافت.
بر طبق این نقد، به رغم تمام دست‌آوردها و نقش مثبتی که سازمان چریک‌های فدایی خلق ایران تا قیام در جنبش ایفا کرده بود، با اشتباهات و انحرافاتی روبرو بود که برخی از فقدان تجربه و سطح به نسبت پایین آگاهی و دانش کمونیستی در آن مقطع ناشی می‌شدند و برخی دیگر بیانگر نفوذ گرایشات عموم خلقی در سازمان بودند.
به رغم جوانب مثبت و نقشی که نظرات رفقا هر یک در مراحلی از مبارزه و حیات سیاسی سازمان ایفا نمودند، اما اشتباهات و انحرافاتی در این نظرات وجود داشت که به چند مورد آن نیز در ادامه اشاره می‌شود.
از همان آغاز، سازمان، ارزیابی نادرستی از مسألهٔ شرایط عینی انقلاب داشت. احمدزاده به عدم رشد کافی تضادها در جامعه توجه نکرد و نقش بازدارندهٔ دیکتاتوری و سرکوب را مطلق نمود. ادعا شد که تضادها به قدر کافی رشد کرده، نارضایتی و اعتراض به قدر کافی وجود دارد و شرایط عینی انقلاب موجود است. اما تنها دیکتاتوری است که مانع جریان وسیع جنبش‌های خود به خودی و سرنگونی رژیم شاه است. این بینش در واقع نوعی اراده‌گرایی بود و به چپ‌روی در سازمان انجامید. این نظر پس از مدتی کوتاه در سازمان مردود اعلام شد؛ با این وجود، نه بر نگرش کلی سازمان نسبت به مسألهٔ دیکتاتوری تأثیر قابل ملاحظه‌ای داشت و نه بر تاکتیک‌های سازمان. اگرچه سازمان با پذیرش نظرات رفیق جزنی، وجود شرایط عینی انقلاب را در آن مقطع رد کرد، اما مجدداً بر مسألهٔ تاکتیک مسلحانه به عنوان یک تاکتیک محوری تأکید شد.
احمدزاده در نظرات خود نقشی مطلق برای مبارزهٔ مسلحانه قائل بود. او می‌گفت: در ایران «تنها عمل نظامی ماهیتا سیاسی است که وسیله توانای متلاشی ساختن رژیم است.» این نگرش انحرافی بود که موانعی را بر سر راه کار سیاسی - تشکیلاتی توده‌ای سازمان، گسترش آن و اشکال متنوع مبارزه پدیدمی‌آورد. این دیدگاه بعداً تا حدودی، توسط بیژن جزنی مورد انتقاد قرار گرفت و رد شد.
اگرچه جزنی بر فعالیت سیاسی و صنفی تأکید ویژه‌ای داشت، اما وی نیز برای تمام پروسه، تاکتیک مسلحانه را تاکتیکی محوری و عمده می‌دانست و این نیز انحرافی دیگر بود. در این رابطه جزنی می‌نویسد: «جنبش مسلحانه، مبارزه مسلحانه را به منزله محور تاکتیک‌های خود و به عنوان عمده‌ترین و مناسب‌ترین شکل مبارزه می‌شناسد و تاکتیک‌های دیگر را فقط در رابطه با این شکل عمده یعنی با درک نقش تاکتیک‌های مسلحانه با اتکا به آن‌ها به کار می‌گیرد.» در حالی که اولاً- تاکتیک محوری تاکتیک عمده نیست. ثانیاً- تاکتیک تبلیغ مسلحانه تا زمان تثبیت سازمان می‌توانست نقش محوری داشته باشد. به عبارت دیگر تا اواخر سال ۵۲ که تثبیت سازمان چریک‌های فدائی خلق ایران رسماً در نشریهٔ نبرد خلق اعلام شد؛ لذا به رغم تأکیدی که که در این مرحله بر مبارزه سیاسی و کار در درون طبقهٔ کارگر می‌شد، پذیرش این تاکتیک نمی‌توانست تأثیر منفی خود را بر فعالیت سیاسی و کار سازمان در درون طبقهٔ کارگر بر جای نگذارد. یا هنگامی که مسعود احمدزاده می‌گفت در اینجا اعلان جنگ، خود جنگ است، با یکی دیگر از اشتباهات وی رو به رو می‌شویم که وظیفه پیشاهنگ را تا سطح انقلاب کردن پیش می‌برد.
از سوی دیگر نگرش نسبت به مسئله دیکتاتوری نه تنها اصلاح شد، بلکه در نظرات جزنی چنان برجسته می‌شود که بر تضاد کار و سرمایه سایه می‌افکند و نبرد با دیکتاتوری به یک مرحله استراتژیک تبدیل می‌شود. جزنی در کتاب «نبرد با دیکتاتوری شاه» نوشت: «به نظر ما جنبش حاضر که مرحله‌ای‌ست از جنبش رهایی‌بخش خلق، با شعار استراتژیک مبارزه با دیکتاتوری شاه مشخص می‌شود.» از این جهت، نظرات جزنی حتی در مقایسه با نظرات احمدزاده یک گام به پس بود. اگر احمدزاده معتقد بود که «مبارزه با سلطه امپریالیستی یعنی سرمایه جهانی عناصری از مبارزه با خود سرمایه را دربردارد» و «به این دلیل عناصری از یک انقلاب سوسیالیستی نیز در بطن این مبارزه ضد امپریالیستی متولد شده و در جریان مبارزه شروع به رشد می‌کند.» و هر چه دولت ماهیتا و صورا بورژوایی‌تر شده است، عناصر سوسیالیستی انقلاب اهمیت بیشتری پیدا کرده، مبارزه با سلطه سرمایه جهانی بیشتر به مبارزه با خود سرمایه مبدل می‌شود.»
حال نبرد با دیکتاتوری خود به یک مرحله استراتژیک مجزا تبدیل می‌گردد. این نظریه، گرایش عموم خلقی را در سازمان تقویت کرد. نبرد میان کارگران و سرمایه‌داران تحت‌الشعاع نبرد خلق علیه دیکتاتوری قرار می‌گیرد و استقلال طبقاتی کارگران مخدوش می‌شود. علاوه بر آن، با وجود این که مسعود احمدزاده و بیژن جزنی هر دو، شیوه تولید مسلط را پس از اصلاحات ارضی، سرمایه‌داری می‌دانستند، بر این باور بودند که مبارزه مسلحانه در کوه و روستا توده‌ای می‌شود و تحت تأثیر جنگ درازمدت توده‌ای قرار داشتند. این دیدگاه با ساختار اقتصادی- اجتماعی جامعه ایران همخوانی نداشت؛ از همین رو بود که پس از سیاهکل عملاً از دستور کار سازمان خارج شد. اشکال مبارزه توده‌ای در جریان انقلاب و قیام مسلحانه توده‌ای در شهرها نیز نادرستی این دیدگاه را نشان داد.
نتایج منفی این تفکرات و گرایشات عموم خلقی در سازمان به ویژه در دوران قیام، در جریان به قدرت رسیدن جمهوری اسلامی و اندکی پس از آن در رشد گرایشات اپورتونیستی راست در سازمان و کشیده‌شدن بخش بزرگی از نیروهای سازمان به دنباله‌روی از جمهوری اسلامی خود را نشان داد.

### از قیام ۲۲ بهمن ۱۳۵۷ تا انشعاب خرداد ۱۳۵۹
در ارزیابی اشتباهات و انحرافات سازمان در دوران قبل از قیام، باید در نظر گرفت که این انحرافات هنوز به صورت یک گرایش عمل می‌کرد و نمی‌توانست بر خصلت کمونیستی و انقلابی سازمان تأثیر بگذارد. در نتیجه همین خصلت‌های کمونیستی و انقلابی و مبارزه دیگر است که سازمان می‌تواند تقریباً تمامی پیشروان کارگری و روشنفکران انقلابی کمونیست را به سوی خود جلب کند و با اعتلاء وسیع جنبش توده‌ای به قدرتمندترین و به قوی‌ترین سازمان در میان کارگران تبدیل گردد.
در روز ۲۱ بهمن هنگامی که هزاران تن از اعضاء و هواداران سازمان برای بزرگداشت ۱۹ بهمن در دانشگاه گرد آمده بوند، با اعلام خبر حملهٔ گارد جاویدان رژیم سلطنتی به همافران در پادگان نیروی هوایی، جمعیت با شعار «ایران را سراسر سیاهکل می‌کنیم»، سیل آسا به سوی فرح آباد به حرکت درآمد. این نبرد، آغاز قیام توده‌ای ۲۲ بهمن بود که تمام مراکز نظامی و سرکوب رژیم سلطنتی در تهران در هم کوبید. در این روزها، همه جا صحبت از چریک‌های فدایی و نقش آن‌ها در قیام بود.
همراه با قیام ۱۳۵۷ گروه کثیری از کارگران و زحمتکشان، زنان و جوانان چپ و رادیکال به صفوف سازمان پیوستند. سازمان چریک‌های فدایی خلق ایران در مدتی کوتاه تبدیل به بزرگ‌ترین سازمان کمونیست خاورمیانه شد. میتینگ‌ها و راهپیمایی‌های سازمان در تهران ابعادی چند صدهزار نفره به خود گرفت. تیراژ نشریه کار، ارگان سازمان به مرز ۲۰۰ هزار رسید. تا اواخر سال ۵۸، شبکه‌های تشکیلاتی سازمان در سراسر ایران برپا شده و حتی به دورترین روستاها کشیده بودند. کمتر کارخانه و مرکز تولیدی و خدماتی را می‌شد یافت که حوزه‌های کارگری سازمان در آن جا تشکیل نشده باشند. پیشگام، تشکیلات دانشجویی سازمان، نقش تعیین‌کننده را در دانشگاه‌ها به دست آورده بود. زنان چپ و رادیکال در تشکل اتحادیه ملی زنان متشکل شده بودند که ابتکار آن در دست فعالین سازمان بود.
علاوه بر این در مناطقی نظیر آذربایجان، گیلان و مازندران، کردستان، لرستان، خوزستان و ترکمن صحرا، اعتبار و نفوذ سیاسی سازمان فوق‌العاده بالا بود. سازمان چریک‌های فدایی خلق ایران به یک آلترناتیو نیرومند در برابر رژیم حاکم تبدیل شده بود. با تمام این اوصاف، سازمان نتوانست از این موقعیت استثنایی برای سرنگونی طبقه حاکمه و برقراری یک حکومت انقلابی استفاده کند. علت آن بود که در پی قیام و سرنگونی رژیم شاه، دیگر مواضع، تاکتیک‌ها و خط مشی گذشته سازمان پاسخگوی شرایط جدید نبود و عملاً کنار گذاشته شدند. اما سازمان هنوز فاقد یک برنامه مدون، صریح و روشن و تاکتیک‌های منسجم پرولتری بود که بتوانند راهنمای عمل سازمان باشند. در شرایط نوینی که با سرنگونی رژیم شاه و استقرار یک قدرت ارتجاعی دیگر به نام جمهوری اسلامی پدید آمده بود، گرایش عموم خلقی در سازمان تقویت شد و به تدریج به اپورتونیسم تام و تمامی تبدیل گردید که مظهر آن جریان موسوم به «اکثریت» بود.
پس از قیام، مهم‌ترین اختلافی که در سازمان بروز کرد، موضع‌گیری در قبال حاکمیت جدید و ماهیت آن بود. اکثریت کمیته مرکزی، جمهوری اسلامی را خرده بورژوایی، انقلابی، مترقی می‌دانستند و دفاع و حمایت از جمهوری اسلامی و اتحاد با آن را مطرح می‌کردند. در قبال این گرایش، اقلیتی از اعضا و کادرهای سازمان که جمهوری اسلامی را رژیمی ضدانقلابی و ارتجاعی می‌دانست، خواهان مقابله و مبارزه پیگیر با آن و تدارک برای سرنگونی آن بود.
مسائل مورد اختلاف در سازمان به یک بحران جدی انجامید. کمیته مرکزی در آذر ۱۳۵۸ پلنوم وسیعی را برگزار کرد تا بحران را ریشه‌یابی و راه حل ارائه دهد. در این پلنوم، اکثریت بر این اعتقاد بود که ابتدا باید به گذشته سازمان پرداخت و بعد به مسائل مبرم، یعنی ابتدا یک دوره به مبارزه ایدئولوژیک پیرامون گذشته سازمان پرداخته شود و سپس به مسائل مبرم. اما گرایش مخالف این نظر معتقد بود که با توجه به اوضاع سیاسی جامعه، باید از کانال پاسخ به نیازهای مبرم جنبش و تدوین اهداف، برنامه، استراتژی، و تاکتیک‌ها در جهت حل بحران گام برداشت و در جریان تدوین این مسائل با انحرافات گذشته نیز برخورد کرد. گرایش اقلیت، خواهان برخورد قطعی با حاکمیت و تعیین سیاست روشن در قبال آن بود. خواهان تدوین برنامه و اهداف، استراتژی و تاکتیک‌ها برای مداخله فعال در مبارزه طبقاتی به منظور غلبه بر بحران بود. اقلیت بر این عقیده بود که از کانال برخورد با مسائل مشخص باید با اشتباهات و اشکالات خط مشی گذشته سازمان نیز برخورد کرد. در مورد کردستان نیز اقلیت خواهان ادامه مبارزه مسلحانه با نام سازمان بود. جریان اکثریت خواهان کنار گذاردن مبارزه مسلحانه بود و از مبارزه، بدون نام سازمان در کردستان دفاع می‌کرد. پلنوم نظر اول را پذیرفت و از همین جاست که به‌طور مشخص دو جریان «اکثریت» و «اقلیت» در سازمان شکل گرفتند.

## انشعابات از سال ۱۳۶۴ تا ۱۳۶۶
در سال ۱۳۶۴ و ۱۳۶۶ دو انشعاب در سازمان فدائیان (اقلیت) روی داد. انشعاب سال ۱۳۶۴ با یک درگیری خونین همراه بود. در این رابطه برای روشنگری در مورد علل و عوامل آن کمیسیونی بیطرف در سال ۱۳۶۹ با برگزاری نشست‌های متعدد با دو طرف درگیری و همین‌طور اعضای «هسته اقلیت» تشکیل شد. نتیجهٔ تحقیقات این کمیسیون در کتابی تحت عنوان «اسناد کمیسیون تحقیق و بررسی در مورد ۴ بهمن» به صورت متن پی‌دی‌اف در سایت سازمان موجوداست.
در رابطه با این انشعاب و انشعاب سال ۱۳۶۶ کمیته اجرایی سازمان فدائیان (اقلیت)، طی گزارشی به کنفرانس اول به نقد علل و ریشه‌های این دو انشعاب پرداخته و درس‌ها و نتایج آن را برای جلوگیری از چنین انشعاباتی تغییرات ساختاری در مناسبات پیشاحزبی سابق و شکل‌دادن به ساختار تشکیلاتی کمونیستی مبتنی بر اصول سانترالیسم دموکراتیک می‌داند. سازمان این تغییرات را امری عاجل تقلی کرده و آن را اساسی‌ترین وظیفهٔ پیش رو دانست.
در نقد علل و عوامل بحران‌های تشکیلاتی که خود را در دورهٔ زمانی نامبرده در این گزارش همزمان با اشاره به سرکوب خونین از سوی رژیم و از دست دادن بخش بزرگی از کادرهای باتجربه، چنین آمده است: "واقعیت امر این است که سازمان ما از همان بدو موجودیت خود علیرغم اعتقاد به سوسیالیسم علمی در خطوط کلی و مبارزه در راه آرمان طبقه کارگر، فاقد یک برنامه روشن و مشخص تدوین شده و تاکتیک‌های حقیقتاّ پرولتری بود. این فقدان برنامه مدون و تاکتیک‌های منسجم که خود بیانگر فقدان خط و مرزهای صریحا روشن ایدئولوژیک- سیاسی بود، زمینه ساز بروز اختلافات و نفوذ گرایشات عموم خلقی و اپورتونیستی در درون سازمان محسوب می‌شد… همین فقدان برنامه و اهداف روشن سبب گردید که به ویژه با قیام و هجوم سیل آسای روشنفکران به سوی سازمان، تشکیلات ما عرصه نفوذ گرایشات غیرپرولتری و اختلافات عمیق ایدئولوژیک- سیاسی متعدد گردد. تکامل گرایش عموم خلقی درون سازمان به اپورتونیسم تام و تمام "اکثریت" محصول اجتناب ناپذیر این فقدان برنامه و مرزبندی‌های ایدئولوژیک - سیاسی روشن بود. حتی پس از انشعاب نیز هنوز بسیاری از مواضع سازمان مبهم و فاقد صراحت بود… این خود زمینه ساز اختلافات ایدئولوژیک سیاسی و بحران‌های منتج از آن در آینده بود، همانگونه که بعدها این بحران‌ها در مقاطع مختلف بروز نمود. به مروز سازمان با دست یابی به یک برنامه حزبی و تاکتیک‌های حزبی به خطوط صریح مشخص ایدئولوژیک- سیاسی دست یافت. این خود هرچند پیشرفت بزرگی برای سازمان محسوب می‌گردد اما این یشرفت در مضمون ایدئولوژیک - سیاسی منجر به یک تضاد جدید در تشکیلات ما یعنی تضاد میان مضمون پیرفته و حزبی و شکل سازمانی عقب مانده و ماقبل حزبی گردید. این تضاد نیز خود را به شکل بحران‌های تشکیلاتی بروز داد. در سال ۶۴ هنگامیکه یک بحث همه جانبه پیرامون مساله سیستم تشکیلاتی و ساخت سازمانی حول اساسنامه پیشنهادی کمیته مرکزی آغاز شده بود، اختلافات حاد پیرامون پیرامون مسائل تشکیلاتی بروز نمود. گرایشی که مدافع مناسبات محفلی و شکل سازمانی ماقبل حزبی بود با دفاع از بارزترین مشخصات اپورتونیسم در مسائل تشکیلاتی مختاریت، دموکراسی صوری، عقب ماندگی تشکیلاتی، ماهیت اپورتونیستی خود را برملا کرد. مدافعین این گرایش نه تنها در نوشته‌های خود، این اپورتونیسم در مسائل تشکیلاتی را به نمایش گذاشتند، بلکه در عمل نیز با دامن زدون به مناسبات محفلی، ایجاد دسته بندی، تشکیل یک فراکسیون، رواج هرج و مرج و بی نظمی، دفاع خود را از شکل عقب مانده سازمانی نشان دادند و سرانجام با توطئه ای که برای تسخیر مرکز فرستنده رادیوئی سازمان و دستگیر دو تن از اعضا مرکزیت سازمان برنامه ریزی کرده بودند، به اپورتونیسم خود ابعاد جدیدی بخشیدند. این بحران مسائل مورد اختلاف اساسا تشکیلاتی بود. و چهارم بهمن اوج این بحران تشکیلاتی که به یک درگیری خونین انجامید. هرچند که واقعه چهارم بهمن توسط اپورتونیست‌های باند مدنی- شیبانی آفریده شد، اما در بررسی بحرانی که به چهارم بهمن انجامید باید نقش کلیت سیستم تشکیلاتی و نقش کمیته مرکزی سازمان را نیز در نظر گرفت… از یک سو باندبازی و محفل بازی و از سوی دیگر سانترالیسم یک جانبه و توسل به شیوه‌های بوروکراتیک…" در همان‌جا در مورد علل بحران تشکیلاتی سال ۶۶ در مورد کمیتهٔ خارج سازمان نیز در این گزارش چنین آمده است: "بحران اخیر و اقدامات انحلال طلبانه کمیته خارج از کشور نیز جلوه دیگری از عملکرد همان سیستم تشکیلاتی است. در اوائل سال گذشته و در جریان تدوین گزارش سیاسی و تشکیلاتی کمیته مرکزی، اختلاف بین اعضای مرکزیت بر سر مسائل تشکیلاتی شدت گرفت. گرایشی که بهرام آن را نمایندگی می‌کرد با دفاع از عملکرد مرکزیت و سیستم تشکیلاتی که این همه مشکلات را برای سازمان به بار آورده است از برخورد جدی به مسائل و مشکلات تشکیلات طفره می‌رفت و در پی توجیه این مسائل بود. گرایش دیگر از آنجائیکه ریشه نابسامانی‌ها را در سیستم تشکیلاتی و سبک کار حاکم می‌دید شرط هرگونه برخورد جدی را نفی این سیستم تشکیلاتی و سبک کار می‌دانست… با تشدید این اختلافات پیرامون مسائل تشکیلاتی، بهرام، مسئول کمیته خارج از کشور به هرگونه اقدامی از جمله تحت فشار قرار دادن هوادارانی در خارج که مخالف او بودند و توسل به دروغ و برچسب زدن و سنگ اندازی بر سر راه برگزاری کنگره، کمیتهٔ مرکزی در آن زمان منحل گردید. این بحران نیز نتیجهٔ همان سیستم تشکیلاتی و جلوهٔ دیگری از اپورتونیسم در مسائل تشکیلاتی است، اگر امثال مدنی- شیبانی با دفاع از دموکراسی صوری، خودمختاری و عقب ماندگی سازمانی، مظهر اپورتونیسم در مسائل تشکیلاتی و مدافع شکل سازمانی ماقبل حزبی بودند، گرایشی که "بهرام " نیز آن را نمایندگی می‌کرد، روی دیگر همان سکه بود. در مجموع ریشهٔ این بحران‌ها تضاد میان شکل و محتوای تشکیلات بود که سازمان را با موانع و فعالیت آن را با اختلالات جدی مواجه کرد. مهم‌ترین درسی که سازمان از این بحران‌ها گرفت و از تجربیات آن استفاده ای بهنینه کرد، برقراری سانترالیسم دموکراتیک در تشکیلات سازمان فدائیان (اقلیت) بود که در ادامه فعالیت خود، به چنین بحران‌هایی فائق آمد.

### تغییر نام و تغییرات برنامه‌ای سازمان
کنفرانس ششم سازمان که در دی ماه ۱۳۷۵ برگزار شد، نام سازمان را از «سازمان چریک‌های فدایی خلق (اقلیت)» به «سازمان فداییان (اقلیت)» تغییر داد. کنفرانس ششم واژه‌های چریک و خلق را که متعلق به یک دوران سپری شده از مبارزه سازمان بودند، از نام سازمان حذف نمود. کنفرانس هفتم سازمان که در مرداد ۱۳۷۸ برگزار شد، «جمهوری دموکراتیک خلق» را از برنامهٔ سازمان حذف نمود و به جای آن «حکومت شورایی کارگران و زحمتکشان» را قرار داد.